# 赫羅尼莫·魯利
赫羅尼莫·魯利（西班牙語：Gerónimo Rulli；1992年5月20日—），阿根廷足球運動員，現效力於法甲球會马赛，阿根廷國家足球隊成員，司職守門員。

## 俱樂部生涯
赫羅尼莫·魯利1992年5月20日出生於阿根廷拉普拉塔。出道於阿根廷球隊拉普拉塔大学生，14/15賽季轉戰西甲加盟皇家社會，魯利共為球隊出戰149場正式比賽。
2019年8月14日，西甲球隊皇家社會官方宣佈，阿根廷門將魯利租借加盟法甲球隊蒙彼利埃，租期1年。
2020年9月4日，西甲球隊比利亞雷亞爾簽下皇家社會門將魯利，轉會費500萬歐元。
2023年1月6日，荷甲阿贾克斯宣布与比利亚雷亚尔队就鲁利的转会达成一致，與球員签订了一份为期三年半的合同。

## 國家隊生涯
2022年11月，魯利獲得阿根廷國家足球隊徵召出戰2022年世界盃。他在阿根廷奪冠過程中没有出场一分钟。

## 榮譽

### 球會
維拉利爾
- 歐霸盃冠軍：2020–21[5]

### 國家隊
阿根廷國家隊
- 國際足協世界盃冠軍（1次）：2022
- 洲際超級盃冠軍（1次）：2022
- 美洲國家盃冠軍（1次）：2024

## 外部連結
- Real Sociedad official profile （页面存档备份，存于）
- ESPN Deportes profile （页面存档备份，存于） （西班牙語）
- 赫羅尼莫·魯利在BDFutbol中的档案
- Soccerway資料庫：赫羅尼莫·魯利